# Oxalis wurdackii
Oxalis wurdackii är en harsyreväxtart som beskrevs av A. Lourteig. Oxalis wurdackii ingår i släktet oxalisar, och familjen harsyreväxter. Inga underarter finns listade i Catalogue of Life.